# Mount Vernon Harcourt
Mount Vernon Harcourt är ett berg i Antarktis. Det ligger i Östantarktis. Nya Zeeland gör anspråk på området. Toppen på Mount Vernon Harcourt är 1 570 meter över havet, eller 868 meter över den omgivande terrängen. Bredden vid basen är 11,3 km.
Terrängen runt Mount Vernon Harcourt är bergig åt nordväst, men åt sydost är den kuperad. Trakten är obefolkad. Det finns inga samhällen i närheten.